# Marco Hennis

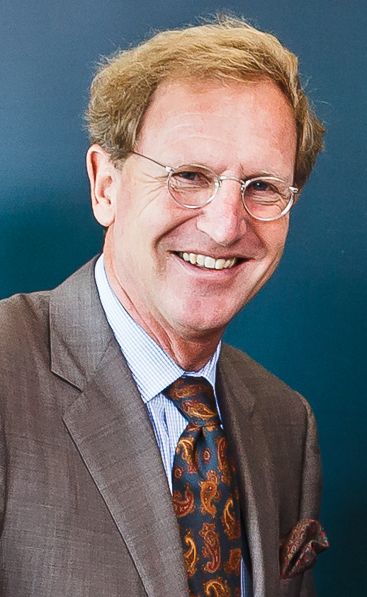
Hennis in 2015

Drs. Marco Hennis (Haarlem, 1955) was van 2008 tot 2015 grootmeester van de Koning(in) en was van 2015 tm 2019 Nederlands ambassadeur te Wenen. Van 2019 tot 2020 was  hij ambassadeur te Ljubljana.

## Biografie
Hennis studeerde sociale en organisatiepsychologie aan de Universiteit Leiden en begon in 1983 zijn loopbaan bij het ministerie van Buitenlandse Zaken. Voordat hij aantrad als grootmeester was hij consul-generaal van Nederland te Istanboel. Per maart 2008 werd hij door koningin Beatrix der Nederlanden benoemd tot grootmeester van haar huis (als opvolger van Ed Kronenburg); hij bleef grootmeester onder koning Willem-Alexander. In die functie werd hij per 15 augustus 2015 opgevolgd door Jan Versteeg. Per 1 juli werd hij ambassadeur in Oostenrijk en daartoe op 24 juni 2015 door de koning beëdigd. Bij zijn afscheid als grootmeester werd Hennis bij Koninklijke Beschikking van 21 mei 2015 het Erekruis van de Huisorde van Oranje verleend.